# والری زاواتسکا
والری زاواتسکا (چکی: Valérie Zawadská؛ زادهٔ ۱۹ سپتامبر ۱۹۵۸) بازیگر اهل جمهوری چک است.
از فیلم‌ها یا برنامه‌های تلویزیونی که وی در آن نقش داشته‌است، می‌توان به سه شهریار اشاره کرد.